# La Chute (roman)
Pour les articles homonymes, voir Chute.
Pour un article plus général, voir Philosophie d'Albert Camus.
La Chute est un court roman d'Albert Camus publié à Paris chez Gallimard en 1956, découpé en six parties non numérotées. Camus y écrit la confession d'un homme à un autre, rencontré dans un bar d'Amsterdam. Le roman devait primitivement être intégré au recueil L'Exil et le Royaume qui sera publié en 1957 et qui constitue la dernière œuvre « littéraire » publiée par Camus.
La particularité de ce roman tient au fait que l'homme qui se confesse est le seul à parler, durant tout l'ouvrage. Le choix de cette focalisation, qu'on trouvait déjà, 14 ans plus tôt, dans L'Étranger, implique que le lecteur ne dispose d'aucune information extérieure dispensée par un narrateur omniscient. Il se trouve ainsi enfermé dans un point de vue unique, ce qui, dans le cas de ce roman, contribue à établir la situation de « malconfort » par laquelle le héros-narrateur se définit lui-même. L'ambiance très sombre et déshumanisée qui nimbe cette confession contribue également à la singularité de ce récit.

## Résumé
Jean-Baptiste Clamence, « juge-pénitent » tel qu'il se définit lui-même, est un ancien avocat parisien, désormais domicilié à Amsterdam depuis une série d'évènements qui ont bouleversé sa vie. Homme de la petite bourgeoisie française, avocat de profession, au talent d'orateur et de charmeur prononcé, il nage pendant ses jeunes années dans un nuage de gloire, de femmes et de beaux discours. Le début du récit relate la perception que Clamence avait de lui-même en ces années glorieuses : le personnage apparaît comme aveuglé par un amour immodéré de soi.
Mais tout change rapidement pour Jean-Baptiste Clamence lorsqu'il n'apporte aucun secours à une jeune femme sur le point de se noyer, sous un pont de Paris. Dès lors, Clamence commence sa « chute » : il prend lentement conscience de l'inanité de son comportement passé, qui lui devient très vite de plus en plus insupportable. Tentant de se réfugier dans le vice, il est néanmoins rattrapé inexorablement par son passé.
Au fur et à mesure de sa prise de conscience, Clamence finit par se remémorer les évènements noirs de son passé : mort d'un camarade prisonnier dans un camp de concentration en Afrique du Nord, abus immodéré et égoïste de l'amour des femmes envers lui... Confronté à ses souvenirs, de plus en plus insoutenables, Clamence quitte Paris vers les bas-quartiers d'Amsterdam, où l'accusation sans vergogne qu'il fait de lui-même devant ses clients se transforme en miroir pour l'homme, et où l'homme lui-même prend conscience de ses propres fautes et acquiert ce que Clamence qualifie de « liberté ».
Mise en accusation universelle de l'humanité, portrait dégradant de l'homme moderne à travers un récit à la forme particulière, le personnage de Camus, Jean-Baptiste Clamence, devient le Jean le Baptiste du récit biblique, inversé et transposé en homme moderne, prêchant seul dans le désert sa doctrine particulière (clamans en latin signifiant criant, Jean-Baptiste criant dans le désert), et initiant de nouveaux fidèles à celle-ci.
Cette œuvre à l'atmosphère dramatique nous plonge dans une façon de vivre fondamentale, propre au narrateur. Son indifférence face au suicide d'une jeune fille un soir de promenade a poussé ce brillant avocat à un questionnement au plus profond de la conscience humaine et cela pousse irrémédiablement à réfléchir aux raisons qui obligent les hommes à arpenter une vie sans en explorer le sens ou la vérité. Cette vérité est le résultat des jugements que l'on peut porter, sur les autres ou sur soi-même, lorsqu'on se rend compte de ses fautes. Comme un dédoublement de la personnalité, lorsque la personne que l'on croit être n'est autre qu'un amoncellement de valeurs faussement acquises, comme si ce double portait un jugement nouveau sur soi.
Selon William Styron, le comportement de Clamence ressemble fort à celui d'un homme en proie à une profonde dépression. Romain Gary lui aurait d'ailleurs confié que Camus était dépressif et avait parfois parlé du suicide.

## Analyse
Camus écrit rapidement ce roman fin 1955, mais l'idée lui est venue à la suite de polémiques liées à la publication de L'Homme révolté en 1951, essai qui condamne toute violence. Pour de nombreux intellectuels de gauche, Sartre en particulier, on ne peut pas amalgamer tous les régimes totalitaires (fascisme et stalinisme), Camus va subir des attaques violentes de ses anciens amis. Dans La Chute, si Clamence/Camus accepte de se juger, il en attend sans doute autant de ses « confrères parisiens » et des « humanistes professionnels ».